# Erythrolamprus aenigma
Erythrolamprus aenigma — вид змій родини полозових (Colubridae). Мешкає в Південній Америці. Описаний у 2021 році.

## Поширення і екологія
Erythrolamprus aenigma мешкають в штаті Рорайма на півночі Бразилії, в штаті Болівар на півдні Венесуели та в басейні річки Куювіні на півдня Гаяни. Вони живуть в саванах.